# Unione Sportiva Callianetto
L'Unione Sportiva Callianetto è stata una società italiana di tamburello con sede a Callianetto, frazione di Castell'Alfero, in provincia di Asti. Annoverata tra le squadre più titolate del movimento italiano, vantava nel suo Palmarès la conquista di 11 titoli italiani con una striscia di 10 titoli consecutivi dal 2002 al 2011. Oltre alla conquista di 10 coppe Italia e 8 supercoppe, la squadra si è fregiata di 10 titoli internazionali. 
Possedeva una sezione maschile e una sezione femminile.
Al termine del vittorioso campionato 2013 la squadra maschile neo Campione d'Italia composta da Manuel Beltrami, Andrea Petroselli, Manuel Festi, Giorgio Cavagna, Stefano Previtali, Riccardo Dellavalle e Saverio Bottero, è stata ufficialmente sciolta ed i giocatori liberi di accasarsi altrove per la stagione 2014.

## Palmarès maschile

### Nazionali
- Campionato italiano: 11

2002, 2003, 2004, 2005, 2006, 2007, 2008, 2009, 2010, 2011
2013
- Coppa Italia: 10

2003, 2004, 2005, 2006, 2007, 2008, 2009, 2011, 2012, 2013
- Supercoppa: 8

2003, 2004, 2005, 2006, 2007, 2008, 2009, 2011

### Internazionali
- Coppa Europa: 10

2003, 2004, 2005, 2006, 2007, 2009, 2010, 2011, 2012, 2013

## Palmarès femminile
- Serie A - Campione d'Italia 2004, 2005, 2006, 2007, 2008.

- Coppa Italia - vincitore 2005, 2006, 2007, 2008.

- Supercoppa - Campione 2005, 2006, 2007, 2008.

- Coppa Europa - Campione d'Europa 2005, 2006, 2007, 2008.